# Château de Wingfield
Le château de Wingfield dans la paroisse de Wingfield dans le Suffolk est un manoir fortifié qui est la maison ancestrale de la famille Wingfield et de leurs héritiers, la famille de la Pole, créés comtes et ducs de Suffolk. Sir John de Wingfield (décédé vers 1361), de Wingfield, administrateur en chef d'Edouard le Prince Noir (1330-1376), est le dernier homme de sa lignée, dont la fille et héritière Catherine Wingfield épouse Michael de la Pole, installé à Wingfield Castle, qui en 1385 est créé comte de Suffolk. Son descendant Edmund de la Pole, 3e duc de Suffolk (1472-1513) est contraint d'abandonner son duché en 1493. Il est recréé par le roi Henri VIII en 1514 pour son favori Charles Brandon, 1er duc de Suffolk (1484-1545), qui, bien qu'il n'ait aucun lien étroit avec le château de Wingfield et le comté de Suffolk, est un arrière-petit-fils de Sir Robert Wingfield (mort en 1454), de Letheringham dans le Suffolk, à environ 12 milles au sud de Wingfield.

## Histoire

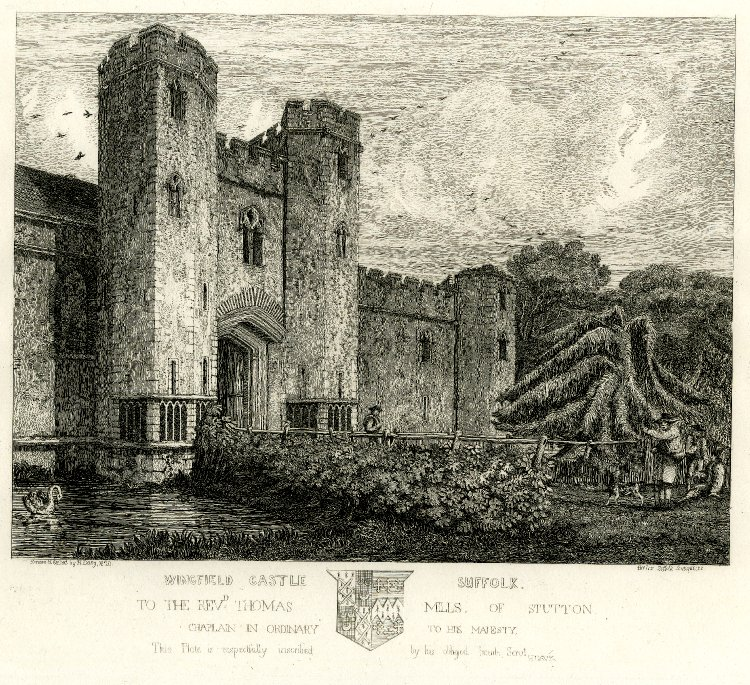
Gatehouse du château de Wingfield en 1827

En 1384, les archives montrent que Michael de la Pole demande une licence royale pour créneler son manoir. Le besoin de l'ancien château a déjà cessé d'exister à cette époque et les rois ne sont pas ravis de voir de telles forteresses construites, donc le château de Wingfield est un croisement entre une forteresse et un manoir à douves standard.
Le château de Wingfield passe aux mains de la famille Catlin de Norwich. En 1702, Sir Nevill Catlin y meurt et sa veuve Mary apporte le manoir à son second mari Charles Turner, 1er baronnet, de Warham. Lord Berners vend le château en 1886 à la famille Adair. Lady Darrell, descendante de Lord Berners, vend le château en 1981 à un nommé Wingrove. Deux ans plus tard, il est vendu à Gerald Fairhurst, qui passe du temps à le remettre à neuf avant sa vente à un homme d'affaires londonien en 1987 ; et en 1989, il est de nouveau vendu, cette fois à un avocat du nom de famille Gunter. L'ancien manoir et une partie des fortifications sont démantelés en 1510 et les quartiers domestiques actuels sont construits vers 1540 dans le coin sud-ouest des fortifications restantes. À cette époque, les merlons en brique Tudor existants au-dessus du mur-rideau sud sont ajoutés.

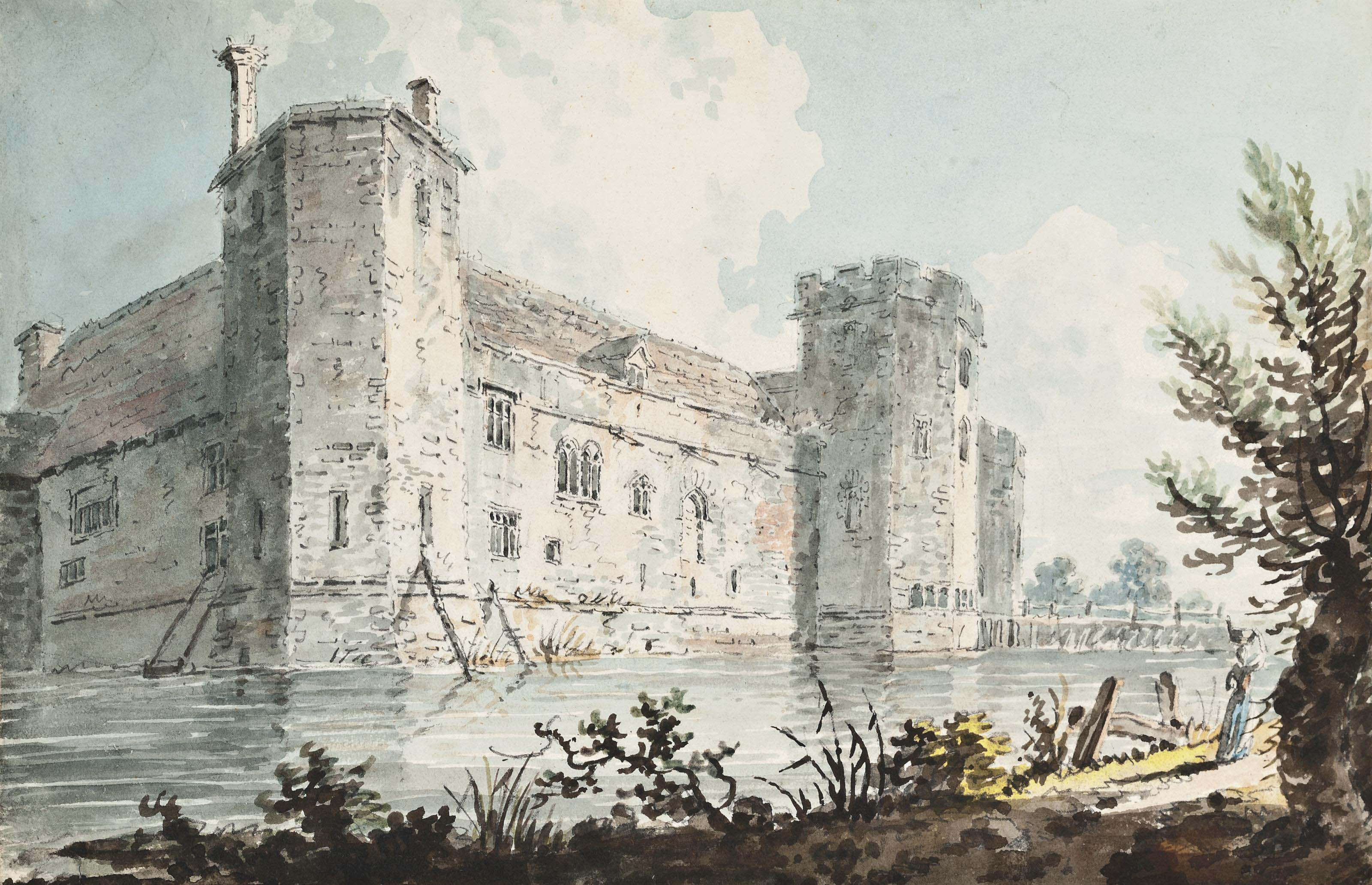
Edward Dayes, Vue du château de Wingfield, 1791

Le mur crénelé orienté au sud s'élève au-dessus des douves et a une épaisseur de 45 à 50 pouces. La porte d'entrée est sur un pont, qui porte encore les rainures de l'ancienne porte, pont-levis et herse. Les murs sont construits en pavés de silex avec de la pierre pour les murs et les fenêtres. Le plan du site est quadrilatère, presque carré, le côté ouest étant un peu plus long que l'est, une enceinte d'environ un arpent et demi. Les fondations des murs nord et est et de deux autres tours sont traçables. Un pont de briques conduit maintenant à la porterie où la belle ogive, profondément en retrait et moulurée, laisse encore apparaître la gorge de la herse et les anciennes portes en chêne. De chaque côté de l'arche se trouvent des panneaux de pierre sculptés représentant les armoiries de de Wingfield et de la Pole.
L'ensemble du mur du château était apparemment intact au début du XXe siècle, mais les murs nord et est sont démolis en 1945. Un pont-levis enjambe encore le côté est des douves. Il est largement reconstruit, mais conserve certains des charpentes d'origine.
Le château inspire Godsend Castle, la maison de la famille Mortmain dans le roman de 1949 Capture The Castle de Dodie Smith.